# Scabiosa sosnowskyi
Scabiosa sosnowskyi är en tvåhjärtbladig växtart som beskrevs av Sulak. Scabiosa sosnowskyi ingår i släktet fältväddar, och familjen Dipsacaceae. Inga underarter finns listade i Catalogue of Life.